# بشير القصار
بشير القصار البيروتي (1883 - 1935) هو طبيب وأستاذ لبناني، من رجال التربية والتعليم، درس الطب والكيمياء في الجامعة الأمريكية في بيروت (الكلية السورية البروتستانتينية سابقاً).

## حياته
ولد بشير القصار في أوائل العقد السابع من القرن التاسع عشر، بمنطقة حوض والولاية البيروتية، حيث نشأ أسلافه، وكان للقصار محباً للعلم منذ نعومة اظافره، إذا هوى القراءة، والمطالعة، والبحوث العلمية، والتطبيقية، والأدبية، وبعد انتهاء دراسته السنوية، إنتقل لدراسة الطب والكيمياء في الكلية السورية البروتستانتينية، التي عرفت لاحقًا بجامعة بيروت الأمريكية، وتخرج منها طبيباً سنة 1898م، مارس عمله كطبيب ومشرف، حيث كان مديراً لكلية بيروت العثمانية الإسلامية سنة 1907م، ثم انتقل للتدريس والإدارة في جمعية المقاصد الخيرية الإسلامية سنة 1918م، وعمل كمفتش ومراقب تربوي وتعليمي عام.

## مؤلفاته
- التاريخ العام
- أوليات الحساب
- الوصي الخائن.[2]

## وفاته
توفي القصار في بيروت سنة 1935م. ترك العديد من المصنفات، والمؤلفات، والكتب التاريخية القيمة للمكتبات العربية، لعل أهمها كتاب بعنوان التاريخ العام، وكتاب بعثة البروتستنت.

## تكريم
كرمته بلدية بيروت بسمية أحد شوارعها على اسمه تقديراً لمجهوداته.